# Damernas K-1 500 meter i kanotsport vid olympiska sommarspelen 2000
Damernas K-1 500 meter vid olympiska sommarspelen 2000 hölls på Sydney International Regatta Centre i Sydney. 

## Medaljörer
| Gren          | Guld                | Silver                 | Brons                      |
| K1, 500 meter | Josefa Idem Italien | Caroline Brunet Kanada | Katrin Borchert Australien |

## Resultat

### Heat
| Heat 1 av 2 Datum: Onsdag 27 september 2000 | Heat 1 av 2 Datum: Onsdag 27 september 2000 | Heat 1 av 2 Datum: Onsdag 27 september 2000 | Heat 1 av 2 Datum: Onsdag 27 september 2000 | Heat 1 av 2 Datum: Onsdag 27 september 2000 | Heat 1 av 2 Datum: Onsdag 27 september 2000 |
| Placering                                   | Totalt                                      | Kanotist                                    | Nation                                      | Tid                                         | Kval                                        |
| ------------------------------------------- | ------------------------------------------- | ------------------------------------------- | ------------------------------------------- | ------------------------------------------- | ------------------------------------------- |
| 1                                           | 4                                           | Caroline Brunet                             | Kanada                                      | 1:51.558                                    | QF                                          |
| 2                                           | 6                                           | Anna Olsson                                 | Sverige                                     | 1:52.785                                    | QF                                          |
| 3                                           | 7                                           | Elżbieta Urbańczyk                          | Polen                                       | 1:53.202                                    | QF                                          |
| 4                                           | 9                                           | Sanda Toma                                  | Rumänien                                    | 1:54.738                                    | QS                                          |
| 5                                           | 10                                          | Manuela Mucke                               | Tyskland                                    | 1:54.870                                    | QS                                          |
| 6                                           | 12                                          | Marcela Erbanová                            | Slovakien                                   | 1:55.782                                    | QS                                          |
| 7                                           | 13                                          | Ursula Profanter                            | Österrike                                   | 1:56.118                                    | QS                                          |
| 8                                           | 15                                          | Anna Hemmings                               | Storbritannien                              | 1:59.190                                    | QS                                          |
| 9                                           | 17                                          | Inna Osypenko                               | Ukraina                                     | 2:02.712                                    |                                             |

| Heat 2 av 2 Datum: Onsdagen den 27 september 2000 | Heat 2 av 2 Datum: Onsdagen den 27 september 2000 | Heat 2 av 2 Datum: Onsdagen den 27 september 2000 | Heat 2 av 2 Datum: Onsdagen den 27 september 2000 | Heat 2 av 2 Datum: Onsdagen den 27 september 2000 | Heat 2 av 2 Datum: Onsdagen den 27 september 2000 |
| Placering                                         | Totalt                                            | Kanotist                                          | Nation                                            | Tid                                               | Kval                                              |
| ------------------------------------------------- | ------------------------------------------------- | ------------------------------------------------- | ------------------------------------------------- | ------------------------------------------------- | ------------------------------------------------- |
| 1                                                 | 1                                                 | Josefa Idem                                       | Italien                                           | 1:49.889                                          | QF                                                |
| 2                                                 | 2                                                 | Rita Kőbán                                        | Ungern                                            | 1:50.777                                          | QF                                                |
| 3                                                 | 3                                                 | Ruth Nortje                                       | Sydafrika                                         | 1:51.047                                          | QF                                                |
| 4                                                 | 5                                                 | Katrin Borchert                                   | Australien                                        | 1:52.187                                          | QS                                                |
| 5                                                 | 8                                                 | Nataša Janić                                      | Jugoslavien                                       | 1:54.395                                          | QS                                                |
| 6                                                 | 11                                                | Kathryn Colin                                     | USA                                               | 1:55.373                                          | QS                                                |
| 7                                                 | 14                                                | María Teresa Portela                              | Spanien                                           | 1:59.153                                          | QS                                                |
| 8                                                 | 16                                                | Sayuri Maruyama                                   | Japan                                             | 2:00.833                                          | QS                                                |

Totala heat-resultat
| Heats Sammanlagda resultat | Heats Sammanlagda resultat | Heats Sammanlagda resultat | Heats Sammanlagda resultat | Heats Sammanlagda resultat | Heats Sammanlagda resultat | Heats Sammanlagda resultat |
| Placering                  | Kanotist                   | Nation                     | Heat                       | Placering                  | Tid                        | Kval                       |
| -------------------------- | -------------------------- | -------------------------- | -------------------------- | -------------------------- | -------------------------- | -------------------------- |
| 1                          | Josefa Idem                | Italien                    | 2                          | 1                          | 1:49.889                   | QF                         |
| 2                          | Rita Kőbán                 | Ungern                     | 2                          | 2                          | 1:50.777                   | QF                         |
| 3                          | Ruth Nortje                | Sydafrika                  | 2                          | 3                          | 1:51.047                   | QF                         |
| 4                          | Caroline Brunet            | Kanada                     | 1                          | 1                          | 1:51.558                   | QF                         |
| 5                          | Katrin Borchert            | Australien                 | 2                          | 4                          | 1:52.187                   | QS                         |
| 6                          | Anna Olsson                | Sverige                    | 2                          | 2                          | 1:52.785                   | QF                         |
| 7                          | Elżbieta Urbańczyk         | Polen                      | 1                          | 3                          | 1:53.202                   | QF                         |
| 8                          | Nataša Janić               | Jugoslavien                | 2                          | 5                          | 1:54.395                   | QS                         |
| 9                          | Sanda Toma                 | Rumänien                   | 1                          | 4                          | 1:54.738                   | QS                         |
| 10                         | Manuela Mucke              | Tyskland                   | 1                          | 5                          | 1:54.870                   | QS                         |
| 11                         | Kathryn Colin              | USA                        | 2                          | 6                          | 1:55.373                   | QS                         |
| 12                         | Marcela Erbanová           | Slovakien                  | 1                          | 6                          | 1:55.782                   | QS                         |
| 13                         | Ursula Profanter           | Österrike                  | 1                          | 7                          | 1:56.118                   | QS                         |
| 14                         | María Teresa Portela       | Spanien                    | 2                          | 7                          | 1:59.153                   | QS                         |
| 15                         | Anna Hemmings              | Storbritannien             | 1                          | 8                          | 1:59.190                   | QS                         |
| 16                         | Sayuri Maruyama            | Japan                      | 2                          | 8                          | 2:00.833                   |                            |
| 17                         | Inna Osypenko              | Ukraina                    | 1                          | 9                          | 2:02.712                   |                            |

### Semifinal
| Heat 1 av 1 Datum: Fredagen den 29 september 2000 | Heat 1 av 1 Datum: Fredagen den 29 september 2000 | Heat 1 av 1 Datum: Fredagen den 29 september 2000 | Heat 1 av 1 Datum: Fredagen den 29 september 2000 | Heat 1 av 1 Datum: Fredagen den 29 september 2000 |
| Placering                                         | Kanotist                                          | Nation                                            | Tid                                               | Kval                                              |
| ------------------------------------------------- | ------------------------------------------------- | ------------------------------------------------- | ------------------------------------------------- | ------------------------------------------------- |
| 1                                                 | Katrin Borchert                                   | Australien                                        | 1:53.070                                          | QF                                                |
| 2                                                 | Nataša Janić                                      | Jugoslavien                                       | 1:55.482                                          | QF                                                |
| 3                                                 | Ursula Profanter                                  | Österrike                                         | 1:55.626                                          | QF                                                |
| 4                                                 | Manuela Mucke                                     | Tyskland                                          | 1:55.794                                          |                                                   |
| 5                                                 | Sanda Toma                                        | Rumänien                                          | 1:56.310                                          |                                                   |
| 6                                                 | Kathryn Colin                                     | USA                                               | 1:57.000                                          |                                                   |
| 7                                                 | María Teresa Portela                              | Spanien                                           | 1:58.932                                          |                                                   |
| 8                                                 | Marcela Erbanová                                  | Slovakien                                         | 1:59.472                                          |                                                   |
| 9                                                 | Anna Hemmings                                     | Storbritannien                                    | 1:59.664                                          |                                                   |

### Final
| Final Datum: Söndagen den 1 oktober 2000 | Final Datum: Söndagen den 1 oktober 2000 | Final Datum: Söndagen den 1 oktober 2000 | Final Datum: Söndagen den 1 oktober 2000 |
| Placering                                | Kanotist                                 | Nation                                   | Tid                                      |
| ---------------------------------------- | ---------------------------------------- | ---------------------------------------- | ---------------------------------------- |
| 1                                        | Josefa Idem                              | Italien                                  | 2:13.848                                 |
| 2                                        | Caroline Brunet                          | Kanada                                   | 2:14.646                                 |
| 3                                        | Katrin Borchert                          | Australien                               | 2:15.138                                 |
| 4                                        | Nataša Janić                             | Jugoslavien                              | 2:16.506                                 |
| 5                                        | Elżbieta Urbańczyk                       | Polen                                    | 2:18.018                                 |
| 6                                        | Rita Kőbán                               | Ungern                                   | 2:19.668                                 |
| 7                                        | Ruth Nortje                              | Sydafrika                                | 2:20.274                                 |
| 8                                        | Ursula Profanter                         | Österrike                                | 2:20.598                                 |
| 9                                        | Anna Olsson                              | Sverige                                  | 2:24.774                                 |